# فرضية العدم

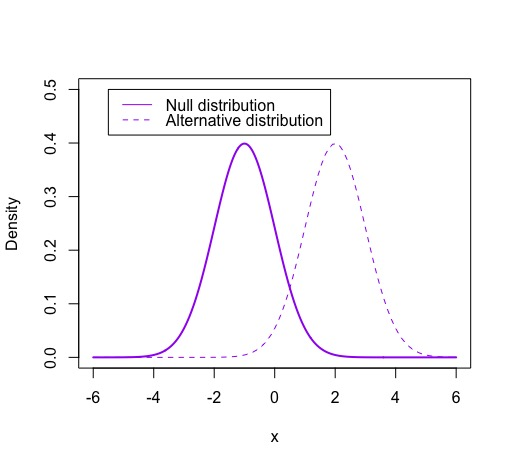

الفرضية المنعدمة (بالإنجليزية: null hypothesis)‏، أو H0، في علم الإحصاء الفرضية القائلة بأن الفرق الملاحظ بين مجموعتي التجربة والشاهد في العينة ناتج عن الصدفة، وغير موجود في الجمهرة. وتعتبر صحيحة حتى يتم إثبات بطلانها بواسطة الاختبارات الإحصائية.
قبل البدء بأي اختبار أحصائي يتم صياغة فرضية معينة لكي يتم أختبارها عن طريق بيانات احصائية. يجب على المرء التميز هنا بين فرضية العدم (H0), والفرضية البديلة (H1). ففرضية العدم هي عبارة عن ظن (ادعاء) على معلمة (لاتيني mat parametro) أو أكثر من معلمات مجتمع قيد الدراسة والفرضية البديلة هي عباره عن ادعاء معاكس لادعاء فرضية العدم. غالباً ما تخبر فرضية العدم بعدم وجد صلة أو علاقة مؤكدة، ومن هنا يشتق الاسم أيضاً. في حالة الاهتمام باثبات فرضية معينة كفرضية ذات دلالة ومغزى أحصائي، يجب صياغة هذه الفرضية كفرضية بديلة لفرضية العدم.
يتم رفض أي فرضية من خلال مقارنة القيمة المحتسبة للاختبار الإحصائي مع القيمة الجدولية الموافقة لها، بحيث يتم رفض فرصية العدم وقبول الفرضية البديلة في حالة كون القيمة المحتسبة أكبر من القيمة الجدولية. في يومنا هذا يتم أجراء أغلب الأختبارات من خلال برامج احصائية قياسية على سبيل المثال إس.بي.إس.إس. ففي هذه البرامج يتم أعطاء قيمة أحتمالية قيمة P مع النتائج المعطاة. يتم مقارنة القيمة الاحتمالية المعطاة مع مستوى معنوي معين (0.01, 0.05, 0.1) α. في حالة كون قيمة P أصغر من واحد من المستويات المغزوية الثلاثة α يتم رفض فرضية العدم وتعتبر الفرضية البديلة ذو مغزى إحصائي. أما في حالة كون قيمة P أكبر من 0.01, 0.05 أو 0.1 فيتم رفض الفرضية البديلة وتحفض فرضية العدم.

## تعريف
فرضيّة العدم أو الفرض الصفري، هو الذي يتبنى عدم وجود علاقةٍ أو فرق ذو دلالة إحصائيّة بين متغيّرين أو أكثر من متغيرات الدّراسة، مثال: (لا يوجد فرقٌ دَالٌّ إحصائيّا بين طريقة العرض وطريقة الاستكشاف في تحصيل الطلاب). ويقابله الفرض البديل، وهو الفرض الذي يتبنى وجود علاقة أو فرق دال إحصائيا بين متغيّرين أو أكثر من متغيرات الدّراسة، مثال: (يوجد فرق دال إحصائيا بين طريقة العرض وطريقة الاستكشاف في تحصيل الطلاب). وقد تكون الفرضية البديلة عديمة الاتجاه كالمثال السابق، أو متّجهة لصالح إحدى الجهتين كطريقة الاستكشاف مثلا.